# Sint-Amands
Sint-Amands (fr. Saint-Amand, it. Sant'Amando) è un comune belga di 7 819 abitanti nelle Fiandre (Provincia di Anversa).

## Suddivisioni
Il comune è costituito dai seguenti distretti:
- Sint-Amands
- Lippelo
- Oppuurs